# Овес мохнатоквітковий
Овес мохнатоквітковий (Avena eriantha) — вид рослин із родини злакових (Poaceae). 

## Біоморфологічна характеристика
Однорічна рослина, стеблини поодинокі чи росте пучками. Стеблини прямовисні чи колінчасто висхідні, завдовжки 13–60 см, міжвузля сизі. Листові піхви на поверхні голі чи ворсисті. Листовий язичок завдовжки 1.8–3 мм, тупий. Листові пластинки завдовжки 3–10 см і 2–4 мм ушир; поверхні голі чи ворсисті. Суцвіття — відкрита еліптична волоть, завдовжки 6–15 см і 4–6 см ушир. Колосочки одиночні, складаються з 2–3 плідних квіточок, ланцетні, стиснуті збоку, завдовжки 18–25 мм. Колоскові луски стійкі, схожі, перевищують верхівки квіточок; нижня — ланцетна, завдовжки 11–15 мм, 0.5–0.66 довжини верхньої, без кілів, 3–5-жилкова, з загостреною верхівкою; верхня — еліптична, завдовжки 20–25 мм, 1–1.3 довжини суміжної родючої леми, без кілів, 7-жилкова, з загостреною верхівкою. Родюча лема ланцетна, завдовжки 20 мм, без кілів, 7-жилкова; поверхня гола чи ворсиста, верх волохатий, вершина зубчаста, 3-остюкова. У палеї кілі війчасті. Зернівка волохата.

## Середовище проживання
Вид поширений на півдні Європи (Греція, Болгарія, Крим, Північний Кавказ), у Північній Африці (пн. Алжир, Марокко, Алжир, Лівія, Туніс), західній і центральній Азії (Кіпр, пн. Іран, пн. Ірак, Ізраїль, Ліван, Сирія, Туреччина, Вірменія, Азербайджан, Грузія, Киргизстан, Туркменістан, Узбекистан, Афганістан).
В Україні вид поширений у Криму на околицях Гурзуфа.